# Гризавіно-2
Гризавіно-2 (рос. Грызавино-2) — присілок в Островському районі Псковської області Російської Федерації.
Населення становить 94 особи. Входить до складу муніципального утворення Бережанская волость.

## Історія
Від 2015 року входить до складу муніципального утворення Бережанская волость.

## Населення
| 2001 | 2002 | 2010 |
| ---- | ---- | ---- |
| 186  | ↘132 | ↘94  |